# HOXA3
HOXA3 (англ. Homeobox A3) – білок, який кодується однойменним геном, розташованим у людей на короткому плечі 7-ї хромосоми. Довжина поліпептидного ланцюга білка становить 443 амінокислот, а молекулярна маса — 46 369.
| 10         |  | 20         |  | 30         |  | 40         |  | 50         |
| ---------- |  | ---------- |  | ---------- |  | ---------- |  | ---------- |
| MQKATYYDSS |  | AIYGGYPYQA |  | ANGFAYNANQ |  | QPYPASAALG |  | ADGEYHRPAC |
| SLQSPSSAGG |  | HPKAHELSEA |  | CLRTLSAPPS |  | QPPSLGEPPL |  | HPPPPQAAPP |
| APQPPQPAPQ |  | PPAPTPAAPP |  | PPSSASPPQN |  | ASNNPTPANA |  | AKSPLLNSPT |
| VAKQIFPWMK |  | ESRQNTKQKT |  | SSSSSGESCA |  | GDKSPPGQAS |  | SKRARTAYTS |
| AQLVELEKEF |  | HFNRYLCRPR |  | RVEMANLLNL |  | TERQIKIWFQ |  | NRRMKYKKDQ |
| KGKGMLTSSG |  | GQSPSRSPVP |  | PGAGGYLNSM |  | HSLVNSVPYE |  | PQSPPPFSKP |
| PQGTYGLPPA |  | SYPASLPSCA |  | PPPPPQKRYT |  | AAGAGAGGTP |  | DYDPHAHGLQ |
| GNGSYGTPHI |  | QGSPVFVGGS |  | YVEPMSNSGP |  | ALFGLTHLPH |  | AASGAMDYGG |
| AGPLGSGHHH |  | GPGPGEPHPT |  | YTDLTGHHPS |  | QGRIQEAPKL |  | THL        |

A: Аланін

C: Цистеїн

D: Аспарагінова кислота

E: Глутамінова кислота

F: Фенілаланін

G: Гліцин

H: Гістидин

I: Ізолейцин

K: Лізин

L: Лейцин

M: Метіонін

N: Аспарагін

P: Пролін

Q: Глутамін

R: Аргінін

S: Серин

T: Треонін

V: Валін

W: Триптофан

Кодований геном білок за функцією належить до білків розвитку. 
Задіяний у таких біологічних процесах, як транскрипція, регуляція транскрипції. 
Білок має сайт для зв'язування з ДНК. 
Локалізований у ядрі.